# Brożek (wieś)
Brożek (niem. Scheuno) – wieś w Polsce, położona w województwie lubuskim, w powiecie żarskim, w gminie Brody. 1940–1945 część miasta Forst.
W latach 1975–1998 miejscowość administracyjnie należała do województwa zielonogórskiego.
W okolicznych lasach pozostałości dużej poniemieckiej fabryki amunicji.
14 lutego 2017 wybuchł pożar składowiska odpadów położonego 3 kilometry od wsi. Ogień objął wysypisko o powierzchni 1,5 hektara. Pożar gasiło 29 jednostek straży pożarnej.